# Cabana (Boimorto)
Cabana (en gallego y oficialmente, A Cabana) es un lugar español situado en la parroquia de Buazo, del municipio de Boimorto, en la provincia de La Coruña, Galicia.

## Demografía
| Gráfica de evolución demográfica de Cabana entre 2000 y 2018 |
|                                                              |
| Datos según el nomenclátor publicado por el INE.             |